# Татарчук, Владимир Иосифович
Влади́мир Ио́сифович Татарчу́к (25 апреля 1966, посёлок Матросово, Магаданская область, РСФСР, СССР) — советский и российский футболист. Заслуженный мастер спорта СССР (29.03.1989). Один из лучших атакующих полузащитников в истории московского ЦСКА. Был в числе лидеров «золотой» команды Павла Садырина, выигравшей последний чемпионат СССР.

## Биография
Воспитанник футбольной школы города Владимир-Волынский и львовского спортинтерната. Первые тренеры — Ярослав Кореневский, Владимир Данилюк.
В январе 1992 года заключил контракт на 2 года с клубом «Славия» из ЧСФР. Первые три месяца не очень часто появлялся на поле, однако потом акклиматизировался и стал игроком основы. Выступал на позиции «под нападающими», часто забивал. Из-за разногласий между руководителями клубов «Славия» и ЦСКА, вернулся в Москву, где вновь играл за «армейцев».
В конце октября 1994 года уехал вместе с Олегом Сергеевым играть в Саудовскую Аравию, куда его пригласил украинский тренер Иштван Шандор. В стране провёл 7 месяцев, которые считает для себя потерянными (контракт был на 2 года). Вместе с командой занял 3-е место, но при этом в ней сменилось 7 тренеров. Вернулся в Москву, но оказался не у дел и в ЦСКА (по решению ФИФА должен был продолжать играть в Саудовской Аравии). В итоге 8 месяцев провёл без игры.
В середине 1996 года, при посредничестве Бориса Игнатьева, подписал контракт с «Динамо-Газовиком», вместе с которым вышел в Высшую лигу.
В сборной СССР/России — 16 матчей, 1 гол. За олимпийскую сборную СССР сыграл 10 матчей. Также за сборную СССР сыграл в 1 неофициальном матче.
Сын Владимир Татарчук-младший также футболист.

## Карьера

### В качестве футболиста
- 1983 — СКА «Карпаты» (Львов)
- 1984 — «Динамо» (Киев)
- 1985 — СК ФШМ (Москва)
- 1985—1991 — ЦСКА (Москва)
- 1991—1994 — «Славия» (Прага, Чехия)
- 1994 — ЦСКА (Москва)
- 1994—1995 — «Аль-Иттихад» (Джидда, Саудовская Аравия)
- 1996—1997 — «Тюмень»
- 1998—1999 — «Локомотив» (Нижний Новгород)
- 2000 — «Сокол» (Саратов)
- 2000 — «Металлург» (Красноярск)
- 2001 — «Металлург» (Лиепая, Латвия)
- 2002 — «Шатура»

### В качестве тренера
- Тренер в футбольной школе ЦСКА (Москва, 2002—2003).
- Главный тренер команды КФК «Красный Октябрь» (Москва, 2003).

## Достижения

### Командные
- Олимпийский чемпион 1988 года.
- Чемпион СССР 1991 года.
- Обладатель Кубка СССР 1991 года.
- Победитель первого дивизиона первенства России 2000.

### Личные
- В списке 33 лучших футболистов сезона в СССР (2): № 3 — 1990, № 2 — 1991.